# Xınalıq
Xınalıq (xınalıqspråket: Kətiş, ryska: Хыналык, engelska: Khinalug) är en ort i Azerbajdzjan.   Den ligger i distriktet Quba Rayonu, i den centrala delen av landet, 170 km nordväst om huvudstaden Baku. Xınalıq ligger 2 151 meter över havet och antalet invånare är 2 075.
Terrängen runt Xınalıq är bergig söderut, men norrut är den kuperad. Xınalıq ligger nere i en dal. Runt Xınalıq är det ganska glesbefolkat, med 48 invånare per kvadratkilometer.. Närmaste större samhälle är Anykh, 19,0 km norr om Xınalıq. 
Trakten runt Xınalıq består i huvudsak av gräsmarker.

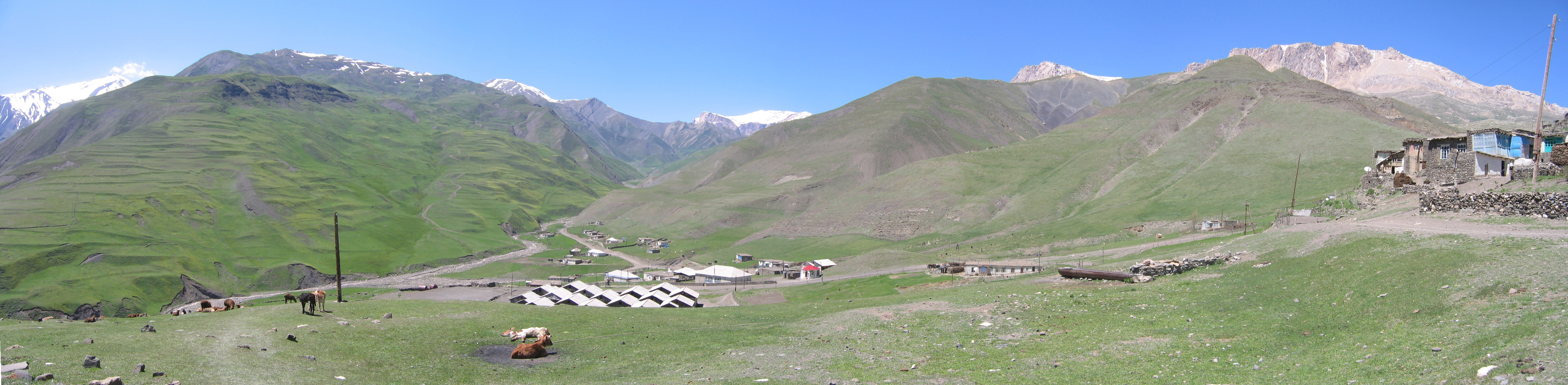
Panoramavy över Xınalıq.